# Koji Tanaka
Koji Tanaka (født 2. november 1955) er en japansk fodboldspiller.

## Japans fodboldlandshold
| Japans landshold | Japans landshold | Japans landshold |
| År               | Kmp              | Mål              |
| ---------------- | ---------------- | ---------------- |
| 1982             | 6                | 0                |
| 1983             | 8                | 3                |
| 1984             | 6                | 0                |
| Total            | 20               | 3                |